# Denisa Saková
Denisa Saková (* 17. dubna 1976 Nitra) je slovenská politička, od října 2023 ministryně hospodářství SR ve čtvrté vládě Roberta Fica a bývalá ministryně vnitra ve vládě Petera Pellegriniho.
Jejím bývalým manželem je Alexander Sako, do roku 2025 generální ředitel ŽSR.

## Životopis
V roce 1994 absolvovala Gymnázium Eugena Gudernu v Nitře. V letech 1994 až 1999 vystudovala obor finanční správa, peněžnictví na Národohospodářské fakultě Ekonomické univerzity v Bratislavě. V letech 1999 až 2006 vystudovala na stejné fakultě doktorandský obor pojišťovnictví
Během studia začala roku 1998 pracovat ve společnosti DELTA E.S., a.s. jako konzultantka. V letech 2001 až 2003 pracovala pro Cap Gemini Ernst & Young v Bratislavě a Berlíně. V letech 2003 až 2007 pracovala pro E.ON IT Slovakia, s.r.o. jako ředitelka divize aplikací. Firma DELTA E.S. je podle portálu Aktuality.sk „pod názvem Ness známá jako jeden z nejproblémovějších dodavatelů ve státním IT, podílela se například na zpožděných projektech jako eHealth, nebo na elektronických službách katastru“.

## Politické působení
V letech 2007 až 2010 pracovala na ministerstvu vnitra jako generální ředitelka sekce informatiky, telekomunikací a bezpečnosti. V letech 2011 až 2012 opět pracovala pro E.ON IT Slovakia. V roce 2012 se vrátila na ministerstvo jako vedoucí služebního úřadu. Během prvního působení na ministerstvu bylo jejím hlavním úkolem připravit Slovensko na schengenský informační systém. Vznikla podezření, že provize za zakázky byly vypláceny ministru vnitra Robertu Kaliňákovi a Jánovi Počiatkovi. Během druhého působení se věnovala reformě veřejné správy ESO.
V parlamentních volbách roku 2016 byla zvolená poslankyní NR SR. Získala 2 668 preferenčních hlasů a z 29. místa kandidátky byla zvolená na 29. místě. Ve volbách nebyla členkou strany SMER-SD. Po volbách se nestala poslankyní, ale byla jmenována státní tajemnicí ministerstva vnitra. Celkově na ministerstvu působila 10 let a „v podstatě kopírovala Kaliňákovo působení a tedy všechny tři Ficovy vlády.“ Vláda ji z postu odvolala k 25. dubnu 2018, před jmenováním Sakové do funkce ministryně byl řízením resortu dočasně pověřen premiér Peter Pellegrini.
Prezident SR Andrej Kiska Sakovou jmenoval 26. dubna 2018. Stalo se tak navzdory Kiskovým výhradám; podle Ústavy prezident musí ministry na návrh předsedy vlády jmenovat. Jmenování Sakové kritizovala i opozice a organizátoři protivládních demonstrací. Byla označována za Kaliňákovu „pravou ruku“. Podle deníku SME je Saková „V zákulisí... považovaná za pravou ruku Roberta Kaliňáka“. Jako ministryně vnitra působila do 21. března 2020, kdy ji v této funkci nahradil Roman Mikulec.
V říjnu 2023 se stala ministryní hospodářství ve čtvrté vládě Roberta Fica.
V roce 2025 se rozšířil hoax o jejím úmrtí v důsledku očkování proti covidu-19.